# HIP 65407
HIP 65407 — одиночная звезда в созвездии Гончих Псов на расстоянии около 200 световых лет (около 61,2 парсек) от Солнца. Визуальная звёздная величина звезды — +9,42m.
Вокруг звезды обращается, как минимум, две планеты.

## Характеристики
HIP 65407 — оранжево-жёлтый карлик спектрального класса G8, или K0. Масса — около 0,878 солнечной, радиус — около 0,916 солнечного, светимость — около 0,623 солнечной. Эффективная температура — около 5300 K.

## Планетная система
В 2016 году группой астрономов было объявлено об открытии планет HIP 65407 b и HIP 65407 c.
В 2019 году учёными, анализирующими данные проектов Hipparcos и Gaia, у звезды обнаружена планета HIP 65407 d.